# Кірх-Мульзов
Кірх-Мульзов (нім. Kirch Mulsow) — громада в Німеччині, розташована в землі Мекленбург-Передня Померанія. Входить до складу району Росток. Складова частина об'єднання громад Нойбуков-Зальцгафф.
Площа — 14,50 км2. Населення становить Невірний параметр metadata 13 072 052 ос. (станом на 31 грудня 2020).

## Галерея

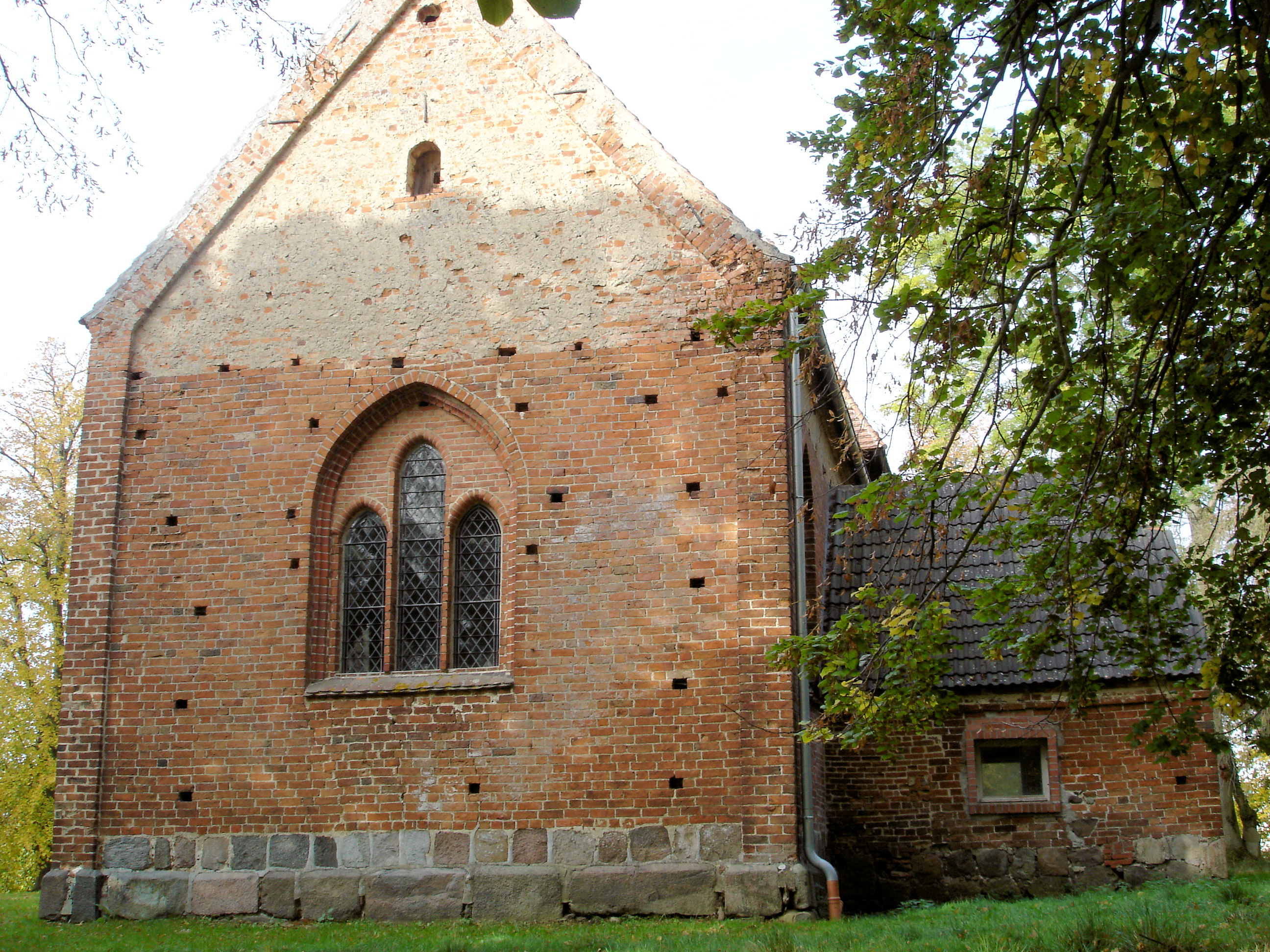